# Sibynophis geminatus
Sibynophis geminatus är en ormart som beskrevs av Boie 1826. Sibynophis geminatus ingår i släktet Sibynophis och familjen snokar. Inga underarter finns listade i Catalogue of Life.
Denna orm förekommer på Sumatra, på Java och på flera mindre öar i regionen. Arten lever i låglandet och i bergstrakter upp till 1300 meter över havet. Sibynophis geminatus hittas i skogar och i angränsande odlade områden. Honor lägger upp till tre ägg per tillfälle.
Beståndet hotas regionalt av skogsröjningar. Hela populationen anses vara stor. IUCN kategoriserar arten globalt som livskraftig.